# Leyland Lion
Unter dem Namen Leyland Lion wurden insgesamt fünf verschiedene Typen von Omnibussen des britischen Nutzfahrzeugherstellers Leyland Motors vermarktet.
- Erstmals wurde der Name für den von 1925 bis 1940 gebauten Leyland PSC genutzt. Ab ungefähr 1930 erhielten die Fahrzeuge die Typenbezeichnung LT. Die Langhauber-Version dieses Typs wurde als Lioness vermarktet, Langhauber erhielten bei Leyland zur damaligen Zeit grundsätzlich einen entsprechenden weiblichen Tiernamen.
- Für den von 1960 bis 1967 in geringer Stückzahl gebauten Leyland Lion PSR1 wurde der Name wieder gebraucht. Der PSR1 war der erste Eindecker mit Heckmotor, den Leyland entwickelt hatte.
- Der vierte Bustyp von Leyland mit dem Namen Lion war der von 1981 bis 1985 gebaute Leyland B21.
- Der auf dem Leyland Tiger basierende Doppeldeckerbus erhielt 1985 ebenfalls den Namen Lion.

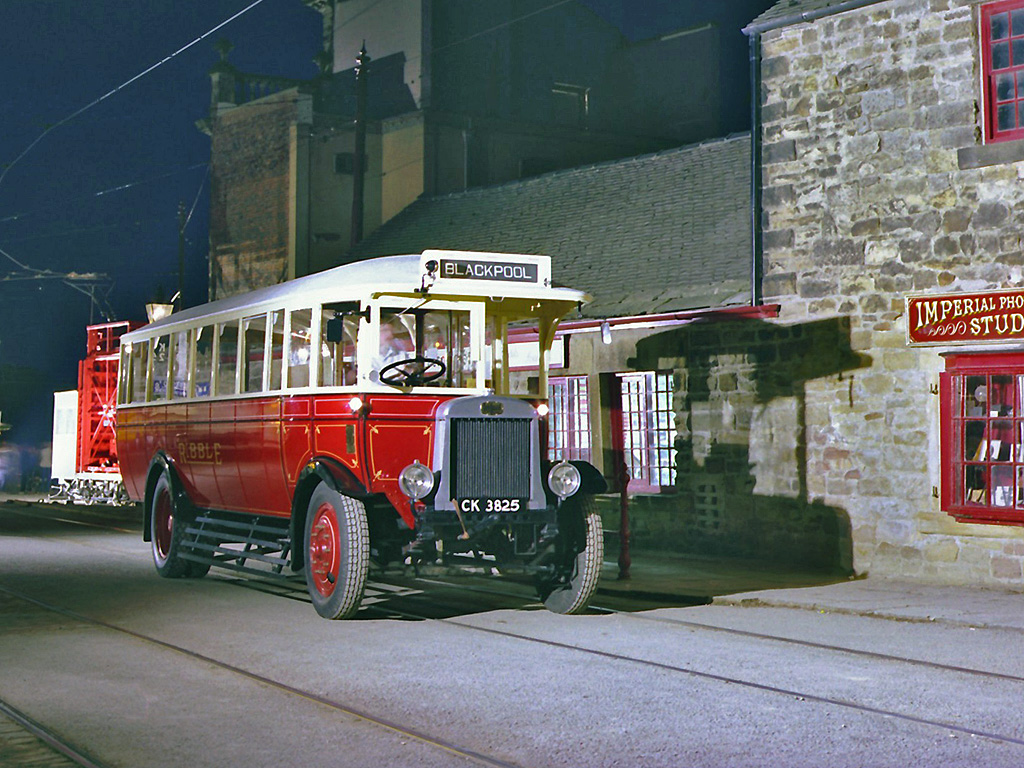
Leyland Lion PLSC1 mit Leyland-Aufbau, Baujahr 1927
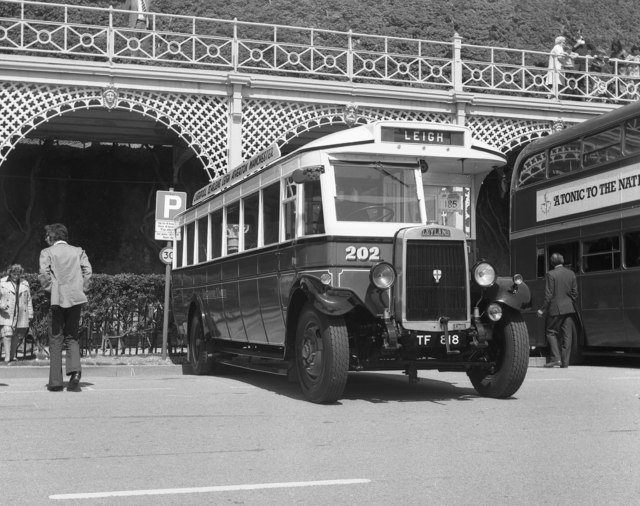
Leyland Lion LT1, Baujahr 1930, bei einer historischen Rally 1977
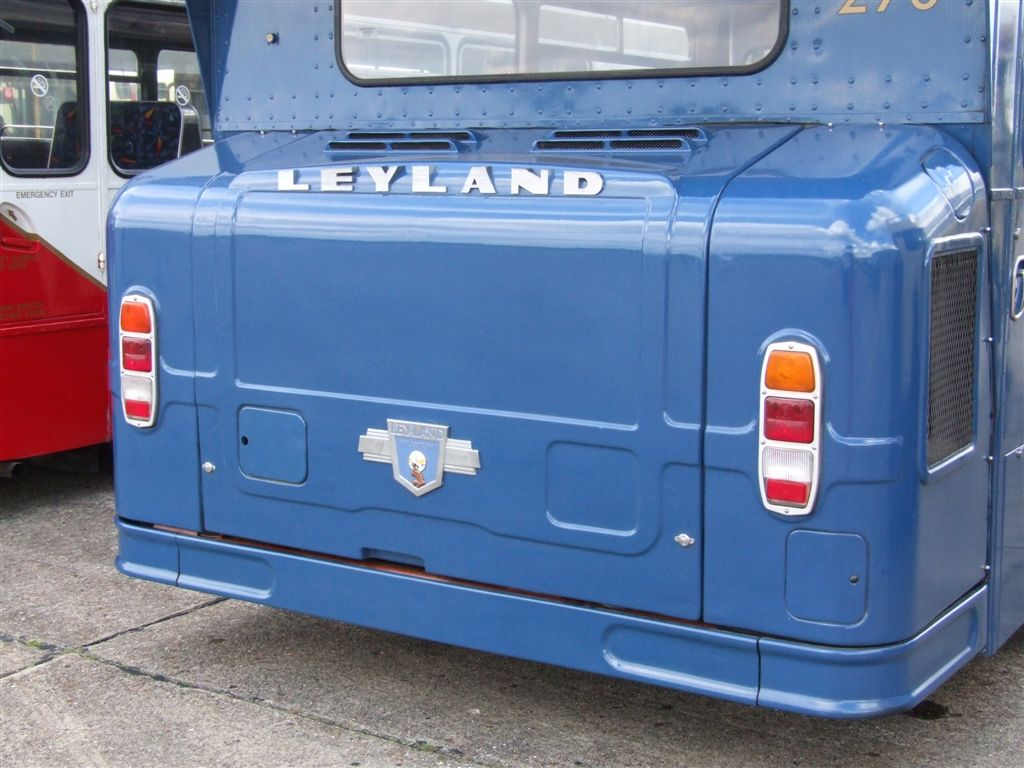
Motorabdeckung eines Leyland Lion PSR1
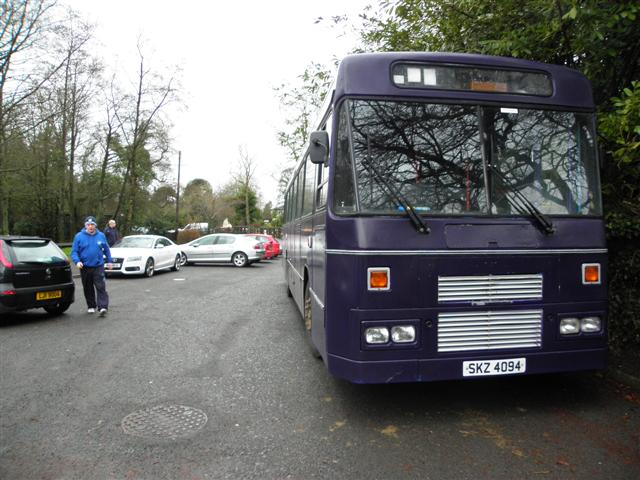
Leyland Lion B21